# Robert Allinson
Pour les articles homonymes, voir Allinson.
Robert Elliott Allinson est un philosophe international d'origine américaine. Il est professeur de philosophie à Soka University of America et était auparavant professeur titulaire de philosophie à l'université chinoise de Hong Kong. Il est l'auteur ou éditeur de neuf livres et de plus de deux cents articles universitaires. Ses travaux se concentrent principalement sur quatre domaines de la philosophie: la philosophie théorique originale; Philosophie comparée, orientale et occidentale; Éthique de la gestion, éthique de l'environnement et éthique de la santé publique; Holocauste et philosophie comparée sino-judaïque.

## Philosophie théorique
Robert Allinson est un philosophe original de la philosophie théorique. Il a synthétisé la métaphysique occidentale traditionnelle, la dialectique platonicienne, l'épistémologie kantienne et la phénoménologie husserlienne et a publié le livre A Metaphysics for the Future,. Sa philosophie systématique tire parti à la fois de la philosophie critique et de l'introspection phénoménologique et propose un mélange épistémologique/métaphysique comme fondement de la philosophie. Lewis Hahn, rédacteur de Library of Living Philosophers, a commenté: « Avec une nouvelle phénoménologie, une méthode distinctive et des modes de validation uniques pour la philosophie, et une maîtrise extraordinaire de la philosophie orientale et occidentale, le professeur Allinson développe sa propre philosophie audacieuse, imaginative, et un système de philosophie stimulant.
Robert Neville, professeur de philosophie à l'université de Boston, écrit également dans une revue dans Iyyun: Jerusalem Philosophical Quarterly, de A Metaphysics of the Future, « Running contrary to presque tous les courants philosophiques occidentaux contemporains, Robert Allinson… a écrit une brillante défense d'un approche phénoménologique rigoureuse de la métaphysique… Le cercle de référence pour l'argument d'Allinson est la philosophie occidentale classique des périodes antique et moderne. Les notes de bas de page sont une merveilleuse source de commentaires continus sur les problèmes contemporains de lecture de l'histoire de la philosophie occidentale, ainsi que sur les débats en cours avec nos contemporains… Personne n'a plaidé en faveur de la certitude phénoménologique en métaphysique aussi bien qu'Allinson.
Robert Allinson introduit une définition de l'espace-temps qui fournit une explication philosophique et conceptuelle de la nature de l'espace et du temps indépendante et qui soutient les découvertes einsteiniennes en physique dans sa monographie Space, Time and the Ethical Foundations., Sa publication de 2022 Awakening Philosophy: The Loss of Truth chez Palgrave Macmillan a été commentée par Slavoj Zîzêk: « Allinson fait quelque chose dont nous savions tous secrètement qu'il devait être fait, mais personne n'a osé le faire si directement : le retour à une philosophie qui aborde sans vergogne les grandes questions. Un grand soupir de soulagement sera ressenti par les lecteurs de Awakening Philosophy : The Loss of Truth : nous sommes de retour à la maison. S'il y a justice dans notre vie intellectuelle, le livre deviendra le pain quotidien des êtres pensants. Le livre a également reçu des commentaires de Brian Klug de l'université d'Oxford et de Michael Slote de la Royal Irish Academy.

## Philosophie orientale et occidentale
Robert Allinson s'est spécialisé dans la philosophie comparée, Est, Ouest et Sud. Son livre Understanding the Chinese Mind: The Philosophical Roots a examiné la philosophie chinoise à travers les catégories de la philosophie occidentale et a introduit l'idée que les philosophies occidentale et chinoise forment un tout complémentaire plutôt que deux perspectives concurrentes. Il en est maintenant à sa 11e impression avec Oxford University Press.
Sa publication Chuang-Tzu for Spiritual Transformation: An Analysis of the Inner Chapters était une exploration systématique du Zhuangzi en tant que méthode linguistique et philosophique pour réaliser une transformation neuronale et a fourni des explications historiques et logiques aux paradoxes présentés par le Zhuangzi. Il a été traduit en chinois et en coréen et a reçu une critique du traducteur Burton Watson,,. Il en est à sa 8e impression avec les presses de l'université d'État de New York.
Robert Allinson a publié Harmony and Strife: Contemporary Perspectives, East and West avec Shu-hsien Liu en 1989 via Chinese University Press et Columbia University Press. Sa monographie publiée en 2020 chez Bloomsbury Publishing, The Philosophical Influences of Mao Zedong: Notations, Reflections and Insights , a suscité des commentaires de Slavoj Zîzêk, Anne Cheng du Collège de France et Michael Puett de Harvard, ainsi que des critiques d'universitaires chinois tels que Keqian Xu et Qiong Wang,,,,,.
Slavoj Žižek a commenté : « Mao Ze Dong est célébré (ou maudit) en tant que leader révolutionnaire, mais le fondement philosophique de son activité est largement ignoré. Dans sa superbe étude, Allinson comble ce manque. La pensée de Mao ne se situe pas seulement dans son contexte historique ; ses références complexes à la pensée traditionnelle chinoise, à Marx et à la philosophie occidentale, mais aussi aux sciences modernes (physique quantique), sont explorées et documentées. Un nouveau Mao émerge ainsi, un Mao dont les actes radicaux s'enracinent dans une épaisse texture de réflexions philosophiques. Le Mao d'Allinson est indispensable pour tous ceux qui veulent comprendre non seulement Mao mais l'enchaînement de la philosophie et de la politique qui a caractérisé le XXe siècle.
Robert Allinson a été invité par le philosophe chinois Tang Yijie à être professeur invité à l'université de Pékin et à l'Académie internationale de la culture chinoise. Il a été professeur invité ou chercheur à l'université Fudan, à l'université Ōtani, au Centre Est-Ouest à Hawaï. Il a été invité par Sir Joseph Needham à être chercheur invité à l'université de Cambridge. Il a été invité à éditer la section sur la Logique du Volume VII de Science et Civilisation en Chine . Il a été invité à donner des conférences au Département de philosophie de l'université de Hong Kong, à l'université de Nanjing, à l'université normale de Gweilin, à donner une conférence invitée à la Edgar Snow House de l'université de Pékin et à diriger un séminaire de deux semaines sur Zhuangzi et la Sixième patriarche pour le séminaire d'été sur les études zen au Bodhi Mandala Zen Center au Nouveau-Mexique.
Il a contribué ou a été répertorié dans l’Encyclopaedia Britannica (édition imprimée), Stanford Encyclopedia of Philosophy (citation la plus récente le 23 février 2021 dans la section, Epistemology in Chinese Philosophy), Encyclopedia of Ethics, Encyclopedia of Crime and Punishment, Internet Encyclopedia of Philosophy, Encyclopedia of Chinese Philosophy, Encyclopedia of Literary Translation into English, Encyclopedia of Asian and Comparative Philosophy, Encyclopedia of Asian Philosophy, Encyclopedia of Eastern Philosophy and Religion, and the Kodansha Encyclopedia of Japan .

## Management et éthique environnementale
Robert Allinson a publié deux livres liés à l'éthique de gestion et à l'éthique d'entreprise, notamment Global Disasters: Inquiries into Management Ethics avec Prentice-Hall et Saving Human Lives: Lessons in Management Ethics with Springer..
Le livre Saving Human Lives a démontré que les fondements d'une saine gestion et de relations éthiques étaient tissés de la même étoffe et que la gestion des risques est subsidiaire au concept plus fondamental d'évaluation des risques. Il a proposé que les catastrophes d'entreprise soient la fonction et le résultat d'une gestion contraire à l'éthique. Il a également mené des recherches approfondies sur la catastrophe de la navette spatiale Challenger et a donné des séminaires sur la catastrophe de Challenger pour le programme MBA de la Darden School of Business de l'université de Virginie et pour le département de gestion de l'université des sciences et technologies de Hong Kong,,.
Ses livres ont été salués par Paul Vatter de l'université Harvard, S. Prakash Sethi et Patricia Werhane. Patricia Werhane a écrit: « Sa vaste enquête sur les affaires judiciaires et les documents gouvernementaux du XVIIe au XXe siècle, et provenant d'endroits aussi divers que les États-Unis, le Royaume-Uni et la Nouvelle-Zélande, fournit de nombreuses preuves à l'appui de l'universalité et du pouvoir de l'explication. de sa thèse. Sauver des vies humaines aura un impact au-delà de toute mesure sur le domaine de l'éthique du management.
Il a été invité à donner des conférences distinguées et des conférences annuelles pour les programmes de MBA à la Copenhagen Business School, à la Helsinki School of Economics and Business Administration, à l'IESE de l'université de Navarre, à la Shidler School of Business de l'université d'Hawaii, à la Science Prestige Lecture, à l'université de Canterbury où il a été boursier Erskine du programme MBA du Département de gestion, de l'Institut d'études avancées de l'université des Nations unies et de l'Académie des sciences sociales de Shanghai.
Il a offert des séminaires pour le programme MBA de la Darden School of Business Administration de l'université de Virginie et du Département de gestion de l'université des sciences et technologies de Hong Kong. Il a été choisi pour représenter l'Asie au Symposium des sept continents sur la responsabilité des entreprises mondiales parrainé par les Nations unies et l'Institut de la paix d'Oslo qui s'est tenu à Sao Paulo, au Brésil. Sa contribution a ensuite été publiée dans le volume, Responsibility for World Business publié par l'université des Nations unies. Il a participé à la 15 e conférence du réseau européen d'éthique des affaires et au sommet européen de l'éthique et a présenté sa communication au Parlement européen à Bruxelles. Il est membre fondateur de l'Asian Academy of Management. Il a siégé au comité de rédaction de Business Ethics Quarterly, The International Journal of Management and Decision Making, The International Journal of Technology Management et a été arbitre pour le Journal of Business Ethics.
Dans le domaine de l'éthique appliquée et de la bioéthique, il se concentre sur les racines philosophiques, économiques, culturelles, politiques et psychologiques des différentes pratiques nationales en matière d'éthique de la santé publique et de racisme de couleur,. Il a été un partisan de la philosophie africaine.

## Philosophie comparée judéo-chinoise
Robert Allinson est connu pour sa comparaison de la formulation proscriptive de la règle d'or dans les écrits confucéens juifs et chinois,,. Il a commencé sa carrière dans les études sur l'Holocauste en Asie, à Hong Kong et en Chine au début des années 1980. Dans son travail sur l'Holocauste, il développe l'idée que l'antijudaïsme et les actes de haine sont fondés sur la jalousie qui dérive de la peur. Il critique également le portrait arendtien d'Adolf Eichmann comme banal.
Il a été Senior Lady Davis Fellow à l'université hébraïque de Jérusalem et chercheur à l'Institut international de recherche sur l'Holocauste à Yad Vashem, Jérusalem. Il a été invité à présenter un article à la Cambridge Conference on Antisemitism qui s'est tenue à l'Université de Cambridge en 2022.

## Varia
Robert Allinson s'intéresse aussi à la philosophie grecque classique. Il a été invité à donner une conférence sur une synthèse de Platon et Aristote pour la 27e Conférence de l'Association internationale de philosophie grecque à Athènes en 2015 et a publié sur ce même sujet,. De plus, le professeur Allinson tient à trouver de la philosophie dans la littérature populaire, en particulier dans la fiction policière.

## Biographie intellectuelle
Robert Allinson a étudié avec Charles Hartshorne, annoncé par l' Encyclopedia Britannica comme le principal métaphysicien du XXe siècle, qui est devenu le co-directeur de sa thèse de doctorat avec l'éminent romancier indien Raja Rao, lauréat du Sahitya Akademi Award, (le prix littéraire le plus élevé de l'Inde) et le prix international de littérature de Neustadt. Sa thèse de doctorat à l'université du Texas à Austin était un ensemble de dialogues originaux entre l'Est et l'Ouest. Il a obtenu la plus haute distinction en métaphysique et épistémologie, notée par John Findlay et Charles Hartshorne. Il a reçu une bourse Oldright, l'une des deux seules accordées. Il a étudié avec le chercheur de Kant, John Silber, le chercheur de Platon, Alexander Mourelatos, les chercheurs hégéliens, John Findlay et Errol Harris, et le traducteur anglais de Heidegger's Being and Time, Edward Robinson. Il a été assistant d'enseignement de Marjorie Grene, qui a étudié avec Heidegger et Karl Jaspers. Depuis que Charles Hartshorne avait été l'élève de Lord Alfred North Whitehead et d'Edmund Husserl, l'héritage éducatif du professeur Allinson remonte à Husserl, un philosophe dont les écrits ont influencé la réflexion du professeur Allinson sur la métaphysique. Il a étudié Spinoza, Leibniz, Whitehead et les méthodes en métaphysique avec Hartshorne. De plus, il a étudié avec Mihoko Nakamura, le secrétaire privé de Daisetz Suzuki au Japon, le révérend Yen Why (élève du dernier maître bouddhiste Ch'an survivant de Chine), Empty Clouds à Hong Kong et Sri Padmanabha Menon, fils de Krishna Menon, à Anandavadi, en Inde. Il a été invité à participer au Zen Symposium à Kyoto avec Nishitani Keiji. Il a publié sur le bouddhisme zen dans The Eastern Buddhist fondé par DT Suzuki et sur l'économie bouddhiste.
La carrière universitaire de Robert Allinson a notamment été le président du département de philosophie et a offert un poste de professeur titulaire à la West Virginia State University, l'un des cinq meilleurs de HBUC, intégré à l'envers. Il a siégé pendant vingt-sept ans au sein du Graduate Panel du Département de philosophie de l'université chinoise de Hong Kong, obtenant le rang de professeur titulaire. Il a été membre du conseil d'administration du Shaw College de l'université chinoise de Hong Kong et membre du Shaw College. Il a été examinateur externe à la fois dans de grandes universités de recherche et pour des promotions de professeur titulaire à professeur émérite dans de grandes universités de recherche. Il est maintenant professeur de philosophie à l'université Soka d'Amérique et professeur affilié à l'université de Haïfa. Il propose régulièrement des séminaires sur la métaphysique, l'Holocauste, des cours de philosophie Est-Ouest et des cours sur la responsabilité sociale des entreprises et la bonne gouvernance, ainsi que sur l'environnement et la bioéthique. Il a présenté un article sur l'éthique médicale pour la faculté de médecine de l'université Stanford en 2022.
Robert Allinson a longtemps été un partisan de l'idée que la philosophie est universelle. Il a récemment été rédacteur invité pour une trilogie de numéros de près de 900 pages sur la question de savoir si nous avons besoin d'un nouveau siècle des Lumières pour le 21e siècle,,. Il arbitre régulièrement pour Diametros, Philosophy East and West, Asian Philosophy, Dao: A Journal of Comparative Philosophy, le Journal of Chinese Philosophy, ainsi qu'un certain nombre de revues internationales.
Il est également poète publié et a publié sa poésie dans des revues de poésie sur des pages contiguës avec Boris Pasternak (prix Nobel de littérature) et Odysseus Elytis (prix Nobel de littérature). Il est lauréat d'un Academy of American Poets Award jugé par Octavio Paz (prix Nobel de littérature).

## Bourses et prix
Robert Allinson a été invité en tant que :
- Chercheur invité, université Soka du Japon
- Membre associé principal, St. Antony's College, université d'Oxford
- Membre associé, Balliol College, université d'Oxford
- Professeur invité, université de Pékin
- Professeur invité, université Fudan
- Chercheur invité, université d'Oxford, trois fois
- Chercheur invité, université Yale, The Graduate School of Arts and Science, département de philosophie
- Nordic Fellow, Nordic Institute of Asian Studies, université de Copenhague au Danemark
- Chercheur, Institut Niels Bohr, Copenhague
- Boursier Erskine, université de Cantorbéry
- Professeur invité, université Waseda, département de gestion
- Nominator, Kyoto Prize for the Humanities, in Ethics and Thought
- Nominateur, prix Tang[20]

- Président, La Société internationale pour le dialogue universel[40]
- Comité de rédaction exécutif, Dialogue et universalisme, Académie polonaise des sciences[41]
- Conseil consultatif, Journal of Chinese Philosophy[42]
- Comité de rédaction, enquête philosophique[43]
- Comité de rédaction, Philosophie asiatique[44]
- Comité de rédaction, Journal des études taoïstes[45]
- Comité consultatif de rédaction, série sur le taoïsme éditée par David Chai pour Bloomsbury Academic Books[46]
- Conseil consultatif distingué, Société internationale d'études comparées de la philosophie chinoise et occidentale (ISCWP)[47]
- Arbitre, Philosophie Est et Ouest[48]
- Arbitre, Dao: A Journal of Comparative Philosophy[49]